# Andrea Tögel Kalivodová
Andrea Tögel Kalivodová (* 24. listopadu 1977, Kroměříž) je česká operní pěvkyně-mezzosopranistka.

## Kariéra
Absolvovala brněnskou konzervatoř a pražskou HAMU ve třídě prof. Naděždy Kniplové, je laureátkou několika významných pěveckých soutěží doma i v zahraničí. Kromě operního zpěvu se věnuje i operetě a muzikálu.
Od roku 2003 působila jako sólistka Státní opery v Praze, v letech 2012-2023 byla sólistkou Národního divadla v Praze. Mezi její nejvýznamnější role patří Carmen, dále zpívala například Ježibabu v Rusalce, Maddalenu v Rigolettovi nebo Dulcineu v Donu Quichottovi. Z operetních rolí nastudovala Wandu v Polské krvi nebo Venuši v Orfeovi v podsvětí.
Snaží se o kontakt s mladším publikem např. prostřednictvím sociálních sítí, nebrání se zájmu médií.

## Osobní život
V roce 2012 prodělala nezhoubné nádorové onemocnění. Překonala jej a je si vědoma toho, že jí změnilo životní hodnoty. Je vdaná za podnikatele Radka Tögela, se kterým má dva syny, Adriana (2014) a Sebastiana (2017).